# أوغوستا كوبر بريستول
أوغوستا كوبر بريستول (بالإنجليزية: Augusta Cooper Bristol) هي كاتِبة وشاعرة أمريكية، ولدت في 17 أبريل 1835 في كرويدون في الولايات المتحدة، وتوفيت في 9 مايو 1910 في فينيلاند في الولايات المتحدة.